# Ben Goertzel

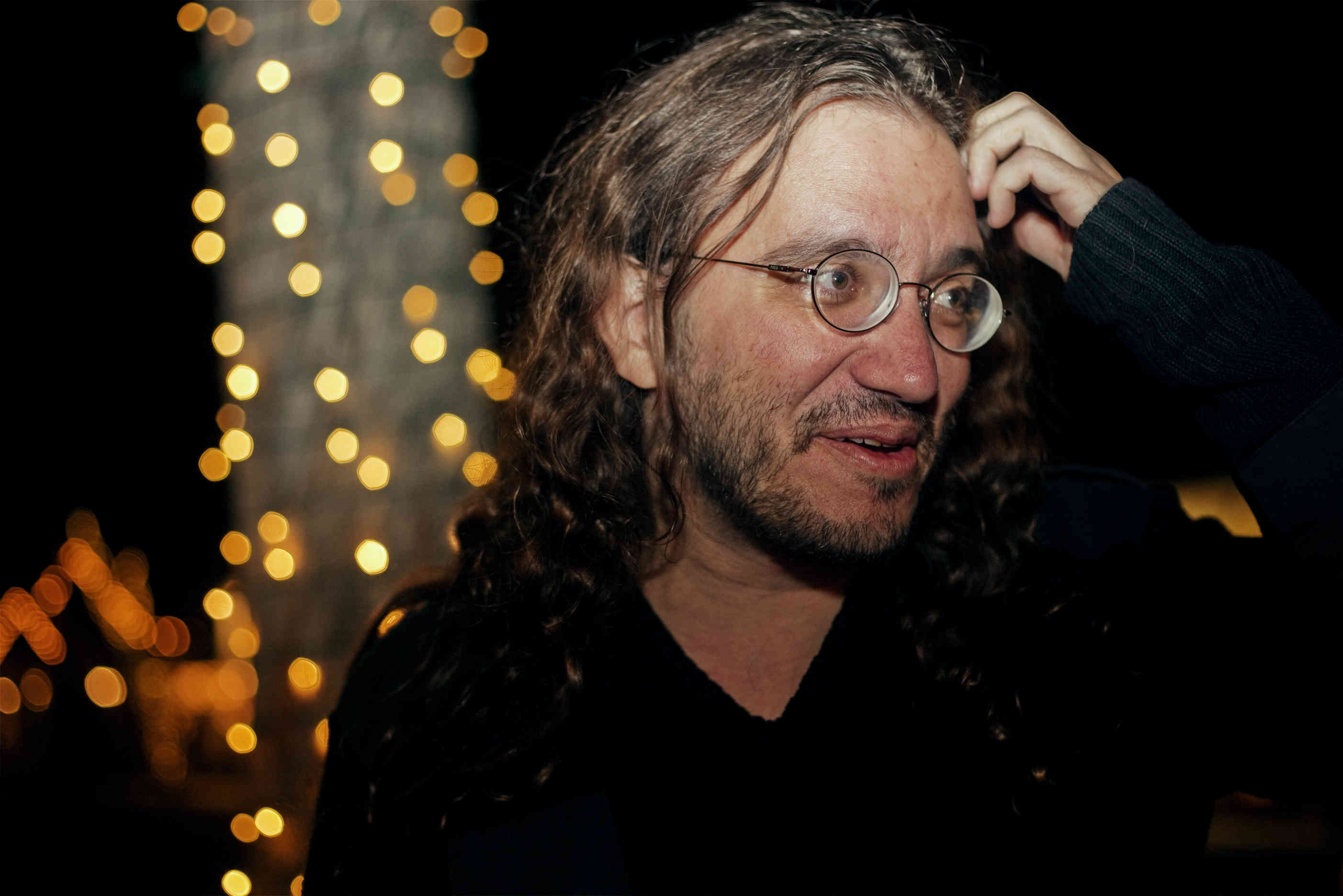
Ben Goertzel (2009)

Ben Goertzel (* 8. Dezember 1966 in Rio de Janeiro, Brasilien) ist ein US-amerikanischer Autor und Forscher im Bereich Künstliche Intelligenz. 

## Leben
Er war unter anderem wissenschaftlicher Leiter des Unternehmens für Finanzprognosen Aidyia Holdings, Vorsitzender der Künstliche-Intelligenz-Firma Novamente LLC, Vorsitzender der Bioinformatik-Firma Biomind LLC, Vorsitzender der Artificial General Intelligence Society, Vorsitzender der OpenCog Foundation, Vizevorsitzender von Humanity+, wissenschaftlicher Berater für das Biopharmazie-Unternehmen Genescient Corporation, Berater für die Singularity University, Forschungsprofessor im Fujian-Key-Labor für Brain-Like-Intelligent-Systems an der Xiamen-Universität sowie Vorsitzender der Artificial General Intelligence (AGI) Konferenzserie.
Seine Forschung umfasst Artificial General Intelligence (Allgemeine Künstliche Intelligenz), Natural Language Processing, Kognitionswissenschaft, Data-Mining, Maschinelles Lernen, Finanzmathematik, Bioinformatik, virtuelle Welten, Computerspiele und andere Bereiche. 2021 erhielt Goertzel den Barwise-Preis.